# Arto Paasilinna
Arto Tapio Paasilinna (n. 20 aprilie 1942, Kittilä, Laponia, Finlanda – d. 15 octombrie 2018, Esbo, Finlanda) a fost un scriitor și jurnalist finlandez.
Scriitorul provine dintr-o familie cu 7 copii, printre care se numără scriitorul și jurnalistul Erno Paasilinna, scriitorul și omul politic Reino Paasilinna, scriitorul Mauri Paasilinna, pictorița Sirpa Paasilinna-Schlagenwarth. 
Arto Paasilinna s-a născut în 1942 la Kittilä, în Laponia finlandeză, unde familia sa se refugiase în plin război. Exodul, peregrinările, fuga permanentă dintr-un loc în altul aveau să-i marcheze existența. Mai târziu, personajele sale vor avea parte de existențe similare. De la vârsta de treisprezece ani a practicat diverse meserii dure, ca aceea de tăietor de lemne sau muncitor agricol. La douăzeci de ani a decis să studieze jurnalismul la Școala Superioară de Educație Populară din Laponia. În paralel cu activitatea de ziarist, e atras de cariera de scriitor. 
După romane de început ca Operaatio Finlandia (Operațiunea Finlandia, 1972) și Paratiisisaaren vangit (Prizonierii insulei paradiziace, 1974), a scris Anul iepurelui (Jäniksen vuosi, 1975), lucrare cu accente autobiografice. Cartea s-a bucurat de un răsunător succes; a câștigat diverse premii (Air Inter - Franța; Acerbi - Italia), a fost inclusă în UNESCO Collection of Representative Works (Colecția UNESCO de Lucrări Reprezentative), tradusă în 18 limbi și ecranizată de două ori (în 1977 de Risto Jarva și în 2006 de Marc Rivière, cu Christopher Lambert în rolul principal), astfel că din acel an Paasilinna a devenit scriitor independent.
Până în 2009 autorul a publicat 12 cărți de non-ficțiune și 35 de romane, scriind aproape un roman pe an - eveniment așteptat cu interes în fiecare toamnă.
Printre titlurile cele mai cunoscute se numără : Onnellinen mies (Un om fericit, 1976), Ulvova mylläri (Morarul care urla la lună, 1981), Hirtettyjen kettujen metsä (Pădurea vulpilor spânzurate, 1983), Ukkosenjumalan poika (Fiul zeului furtunii, 1984), Hurmaava joukkoitsemurha (O fermecătoare sinucidere colectivă, 1990), Elämä lyhyt, Rytkönen pitkä (Viața trece, Rytkönen rămâne, 1991), Rovasti Huuskosen petomainen miespalvelija (Bestialul servitor al pastorului Huuskonen, 1995) etc.

## Film

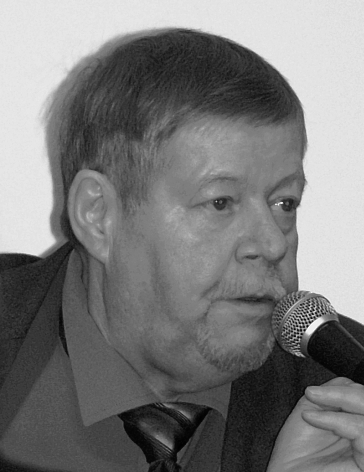
Arto Paasilinna, 2007.

Câteva dintre cărțile sale au fost ecranizate (unele chiar dublate în engleză): en  
- 1977: Jäniksen vuosi / Anul iepurelui
- 1982: Ulvova mylläri / Morarul care urla la lună
- 1986: Hirtettyjen kettujen metsä
- 1996: Elämä lyhyt, Rytkönen pitkä
- 2000: Hurmaava joukkoitsemurha
- 2002: Kymmenen riivinrautaa
- 2006: Le Lièvre de Vatanen